# Paul McDonough (fotograf)
Paul Andrew McDonough (18. února 1941 – 25. března 2025) byl americký pouliční fotograf, který žil v New Yorku. Jeho dílo je uloženo ve sbírce Muzea moderního umění v New Yorku a v roce 1981 mu bylo uděleno Guggenheimovo stipendium.

## Životopis
Paul Andrew McDonough se narodil v Portsmouthu, New Hampshire, 18. února 1941. Vystudoval na Suffolk University 's New England School of Art. Jeho počátečním zájmem byla malba, ale po promoci v roce 1964 brzy přešel k fotografii.  Strávil raná léta ve Vermontu a Massachusetts, než se později přestěhoval do New Yorku.  Pozornost si začal získávat pouliční fotografií v 70. letech. 
McDonough učil na mnoha uměleckých školách, včetně Marymount Manhattan College, Pratt Institute, Parsons School of Design, School of Visual Arts a Yale University.  Vydal několik knih o svých fotografiích, přičemž poslední byla Headed West v roce 2021. 
McDonough byl ženatý s Judy Greenwoodovou, i když se později rozvedli.  Poté se oženil s Yonou Zeldisovou, se kterou měl syna.  Zemřel na Alzheimerovu chorobu v pečovatelském zařízení v Brooklynu 25. března 2025 ve věku 84 let. 

## Publikace

### Knihy s díly McDonougha
- New York Photographs 1968–1978. New York: Umbrage, 2010. Esej: Susan Kismaric a přepisem rozhovoru s McDonoughem od Alberta Mobilia.[7][8][9]
- Sight Seeing. New York: Sasha Wolf Gallery, 2014[10]
- Headed West. West Midlands, Spojené království: Stanley/Barker, 2021. ISBN 978-1-913288-23-5.[11][12]

## Ocenění
- 1981: Guggenheimovo stipendium od nadace John Simon Guggenheim Memorial Foundation [5]

## Sbírky
Dílo autora se nachází v následující stálé sbírce:
- Muzeum moderního umění, New York: 6 výtisků (stav k červenci 2021) [4]